# Тина Грей
Кристина «Тина» Грей (англ. Christina «Tina» Gray) — вымышленный персонаж фильма «Кошмар на улице Вязов» 1984 года, придуманный режиссёром и сценаристом Уэсом Крэйвеном. Её сыграла актриса Аманда Уайсс в первом фильме, а также Кэти Кэссиди в ремейке 2010 года (Джулианна Дэмм сыграла персонажа в детстве). Школьница Тина Грей, жертва маньяка Фредди Крюгера, является ложным протагонистом оригинальной картины. Сцена, в которой невидимые руки тащат за собой в школьном коридоре мешок для тел, в котором находится Тина, считается одной из самых известных сцен в жанре ужасов.

## Появления

### Кошмар на улице Вязов
Фильм начинается со сцены, в которой Тина бредёт по коридорам бойлерной, а за ней по пятам следует таинственная фигура — человек носит перчатку с лезвиями на руке. Проснувшись от очередного кошмара в своей постели, она видит на своей ночной рубашке разрезы. На следующее утро перед уроками девушка рассказывает о кошмаре своим друзьям — Нэнси Томпсон и Глену Ланцу. 
Тем же вечером ребята приходят в гости к Тине, которая попросила подругу остаться переночевать, так как мать уехала из города. Во время разговора выясняется, что Нэнси снился тот же странный человек. По взгляду Глена зрители понимают, что и юноше знакомо описание таинственного мужчины из снов. Неожиданно появляется Род Лейн — парень Тины с горячим нравом. Нэнси и Глен собираются уходить, но подруга просит друзей остаться.
Той же ночью после занятий любовью Тина узнаёт от Рода, что ему тоже снятся кошмары. Проснувшись среди ночи, девушка выходит на улицу, услышав странные звуки. Там она сталкивается лицом к лицу с Фредом Крюгером, который преследует её до самого дома. Крюгер набрасывается на свою жертву – и между ними завязывается борьба. В этот момент просыпается Род и видит, как Тина извивается в кровати. Неожиданно на груди девушки появляются глубокие порезы. Род пытается разбудить Тину, но внезапно её тело поднимается в воздух, а затем её будто что-то прикололо к стенам комнаты. В криках агонии девушка перебирается со стенки на потолок, а затем, издав предсмертный крик, падает на кровать, залив кровью своего парня. Когда на крики прибегают Нэнси и Глен — они видят тело подруги и открытое окно, через которое сбежал Род.
Оказавшись в участке, Нэнси рассказывает своему отцу — лейтенанту полиции Дональду Томпсону, что Тина чувствовала: это произойдёт и не хотела быть одна. Тем же утром в новостях сообщают о гибели «15-летней Кристины Грей». В финале картины Нэнси снится сон, в котором она видит своих троих друзей — включая Тину — здоровыми и невредимыми. Компания сидит в машине, когда неожиданно поднимает полосатая крыша и автомобиль увозит молодых людей в неизвестном направлении, проезжая мимо группы девочек, напевающих песенку: «Раз, два… Фредди заберёт тебя…».

### Другие появления
Тина упоминается в дневнике Нэнси Томпсон, который находят Джесси и Лиза в «Кошмаре на улице Вязов 2: Месть Фредди». Кадры с персонажем появляются в фильмах «Новый кошмар Уэса Крейвена» и «Фредди против Джейсона». Анимированная версия персонажа из пластилина появляется в вступительной заставке документального фильма «Никогда не спи: Наследие улицы Вязов». Лицо Тины появляется в виде съёмной маски фигурки «Ultimate Freddy Krueger» от компании «National Entertainment Collectibles Association» (NECA) в 2014 году — релиз был приурочен к 30-летию фильма. Тина Грей также является героиней нескольких книжных адаптаций фильма — сюжет книг повторяет события фильма.
Персонаж также появляется в ремейке 2010 года — там её зовут Крис Фоулс (англ. Kristina «Kris» Fowles). В сценах кошмаров и флешбеков героиню сыграла юная актриса Джулианна Дамма. В болливудском ужастике «Mahakaal» — в неофициальном индийском ремейке «Кошмара на улице Вязов» — персонаж по имени Сима (её играет актриса Куникаа Садананд) списан с образа Тины.

### Нереализованные проекты
Исполнитель роли Фредди Крюгера актёр Роберт Инглунд написал сценарий фильма под названием «Дом забав Фредди» (англ. Freddy's Funhouse) для третьей части франшизы, в котором главной героиней была старшая сестра Тины, вернувшаяся в родной город из колледжа для того, чтобы расследовать таинственные обстоятельства гибели Тины.
Тина появляется в одной из сцен в раннем сценарии Дэмиана Шеннона и Марка Свифта к «Фредди против Джейсона»: Лори Кэмпбелл снится кошмар, в котором она видит Тину — всю в крови, висящую под потолком, в той же голубой ночной рубашке — и призрак убитой девушки говорит: «Фредди возвращается. Это нормально — бояться, Лори. Мы все боялись. Предупреди друзей… Предупреди всех своих друзей».

## Образ персонажа

### Концепция
В книге «Never Sleep Again: The Elm Street Legacy: The Making Of Wes Craven’s A Nightmare On Elm Street» Томми Хатсона актриса Аманда Уайсс проводит параллели между Тиной и Мэрион Крэйн из фильма Альфреда Хичкока «Психоз»: «Я бы назвала появление моей героине — отвлекающим манёвром. Зрители уверены, что она и будет главной героиней фильма. Думаю, это заигрывание с Хичкоком. Это было интересно и весело».
Сравнение с другими персонажами франшизы — Кристин Паркер и Элис Джонсон из «Повелителя снов» — приводится в книге «Style & Form In The Hollywood Slasher Film» Уихама Клейтона, а в интервью с автором Аманда Уайсс называет свою героиню «жертвой дисфункциональной семьи»: «Я думаю, Тина жила в доме с матерью-алкоголичкой, где жизнь особо не ценилась; она просто искала способы сбежать от своей жизни. Если Нэнси — девочка-отличница, отлично справляющаяся с трудностями, то Тина просто не могла выжить — в ней не было того, что нужно для борьбы с Фредди».
В интервью для книги «Welcome To Our Nightmares: Behind The Scene With Today’s Horror Actors» Джейсона Нормана, Уайсс сказала, что Тина — достаточно сложная роль: «Она — противоречивый и сложный персонаж, эта роль стала вызовом для меня. Я вдумывалась в каждую деталь сценария, позволяя ей жить внутри меня».

### Кастинг
Все актрисы, проходившие на прослушивание, всегда пробовались на обе женские роли в фильме — Нэнси Томпсон и Тины Грей — а затем снова читали текст с другими претендентками, чтобы выявить «химию между возможными исполнителями ролей». Аманда Уайсс читала текст в присутствии Уэса Крэйвена, впечатлила автора, и её попросили пройти пробы вместе с Хезер Лэндженкэмп — режиссёру очень понравилось, как девушки взаимодействовали друг с другом.

### Реакция
Уилльям Хьюз в книге «The Encyclopedia Of The Gothic» написал, что Тина Грей — «типичная дева в беде», которая «в начале фильма предстаёт перед зрителями в качестве главной героини только для того, чтобы вскоре стать жертвой брутального убийства». Пол Кунелис в своей книге «The Greatest Horror Movie Ever Made» назвал Тину «приятным персонажем»: «Она вызывает такие эмоции у зрителя благодаря игре Аманды Уайсс. Она является эмоциональным якорем картины — потому что создатели так легко с ней расправляются, и как тяжело её смерти переносит Нэнси». Томми Хатсон сравнивает Тину с Мэрион Крейн из «Психоза»: «Её жестокое убийство становится катализатором следующих событий и действий героев».